# 考诺尼亚菌属
考诺尼亚菌属为黄杆菌科的一个属。革兰性阴性菌、无鞭毛、不运动的杆菌。该属的模式种为鸭考诺尼亚菌（Coenonia anatina）。

## 下属物种
- 鸭考诺尼亚菌 Coenonia anatina Vandamme et al. 1999